# Igreja Presbiteriana de Myanmar
A Igreja Presbiteriana de Myanmar (em mizo: Kawlram Presb Kohhran) é uma denominação reformada, presbiteriana em Myanmar. Foi fundada em 1962, por migrantes indianos do estado de Mizoram, membros da Igreja Presbiteriana da Índia.

## História
No período de 1914 a 1950 imigrantes mizo, alguns deles presbiterianos, mudaram-se para os vales Kalay e Kabaw no Chindwin Superior, em Myanmar. Em 1956, a primeira congregação foi fundada na vila de Losau. Com o passar do tempo, a Igreja Presbiteriana da Índia reconheceu que a igreja nos vales de Kalay e Kabaw e nas colinas de Chin precisava de cuidados pastorais e decidiu enviar o pastor Lalthanga (1959-1969) para servi-los.
Em 1962 foi constituída oficialmente a Igreja Presbiteriana de Myanmar (IPM), em nível nacional. À época, a denominação tinha 5.000 membros. Desde então, a IPM estendeu suas atividades para o sul de Chin Hills, divisão de Sagain Superior e estados de Rakhine.
Em 2001, a denominação era formada por 245 igrejas e 33.000 membros.

## Doutrina
A denominação subscreve o Credo dos Apóstolos e o Credo Niceno-Constantinopolitano.

## Relações inter-eclesiasticas
A denominação é membro da Comunhão Mundial das Igrejas Reformadas.